# 都道府県対抗ジュニアバスケットボール大会
都道府県対抗ジュニアバスケットボール大会（とどうふけんたいこうジュニアバスケットボールたいかい）は、日本バスケットボール協会が主催していた中学生のバスケットボール大会である（別名「ジュニアオールスター」）。2019年の第32回を最後に大会終了、翌2020年より全国U15バスケットボール選手権大会に改編された。

## 概略

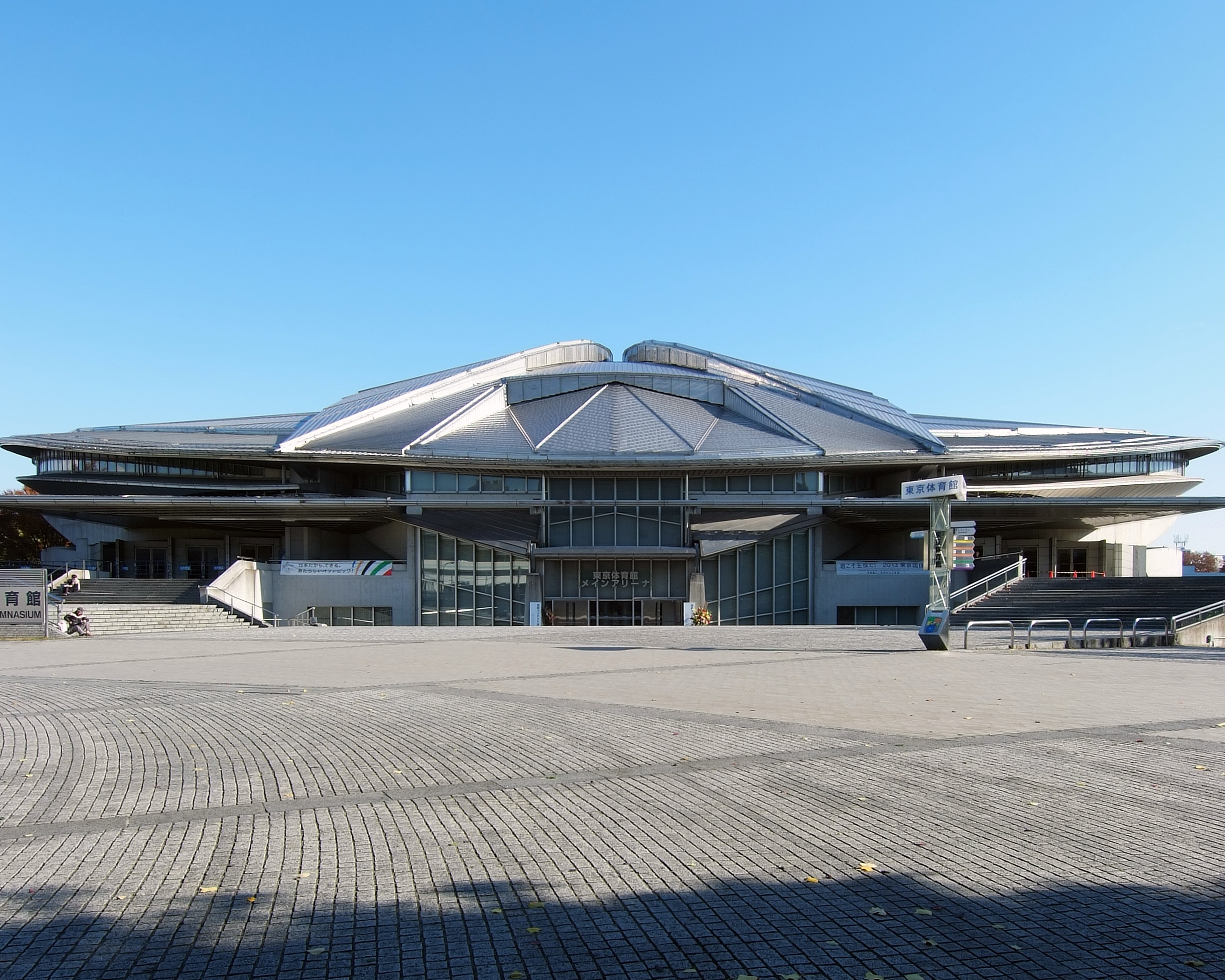
東京体育館

1988年に関東地区の男女各8チームにより第1回が開催され、翌年の第2回より12チーム、第4回からは16チーム輪番制を経て、1997年の第10回記念大会より48チームとなる。
カップタイトルは第20回（2007年）まで富士ゼロックス（現:富士フイルムビジネスイノベーション）特別協賛により「FUJI XEROX CUP」として行われていた。第29回（2016年）は9年ぶりとなる特別協賛社としてJXホールディングス（現：ENEOSホールディングス）・JXエネルギー（現：ENEOS）が就き「JX-ENEOS 都道府県対抗ジュニアバスケットボール大会」として開催される。JOCジュニアオリンピックカップに位置付けられている。しかし日本協会が日本オリンピック委員会（JOC）より資格停止処分を受けたため、2008年はジュニアオリンピックカップを授かる事ができない。
開催日程は毎年3月下旬、関東で3日間に渡る。出場チームは各都道府県毎に選抜1チーム（東京都のみ2チーム）を結成。初日は予選リーグ、2日目と3日目は東京体育館で決勝トーナメントを行った。

## 大会要項
第29回大会
- 主催：日本バスケットボール協会
- 主管：開催地バスケットボール協会
- 後援：スポーツ庁、日本中学校体育連盟、開催地教育委員会、開催地中学校体育連盟、朝日新聞社、日刊スポーツ新聞社
- 協賛：JXTGホールディングス・JXTGエネルギー、朝日新聞社、三井不動産、東武トップツアーズ、ピーアンドピー浜松、モルテン

## 大会方式
48チームを3チームずつの16グループに分けて予選リーグを行い、各組1位が決勝トーナメントに進む。

## 歴代優勝チーム
| 回 | 年度 | 男子                     | 男子                     | 男子                     | 男子                     | 男子                     | 女子                     | 女子                     | 女子                     | 女子                     | 女子                     |
| 回 | 年度 | 優勝                     | 決勝                     | 準優勝                   | 第3位                    | 第3位                    | 女子                     | 女子                     | 女子                     | 女子                     | 女子                     |
| -- | ---- | ------------------------ | ------------------------ | ------------------------ | ------------------------ | ------------------------ | ------------------------ | ------------------------ | ------------------------ | ------------------------ | ------------------------ |
| 1  | 1988 | 埼玉県                   | 50 - 47                  | 東京都                   | 神奈川県                 | 茨城県                   | (交流戦)                 | (交流戦)                 | (交流戦)                 | (交流戦)                 | (交流戦)                 |
| 回 | 年度 | 優勝                     | 決勝                     | 準優勝                   | 第3位                    | 第4位                    | 優勝                     | 決勝                     | 準優勝                   | 第3位                    | 第4位                    |
| 2  | 1989 | 茨城県                   | 58 - 44                  | 東京都                   | 新潟県                   | 秋田県                   | 東京都                   | 42 - 36                  | 千葉県                   | 茨城県                   | 埼玉県                   |
| 回 | 年度 | 優勝                     | 決勝                     | 準優勝                   | 第3位                    | 第3位                    | 優勝                     | 決勝                     | 準優勝                   | 第3位                    | 第3位                    |
| 3  | 1990 | 神奈川県                 | 61 - 43                  | 東京都                   | 新潟県                   | 秋田県                   | 秋田県                   | 60 - 40                  | 茨城県                   | 東京都                   | 千葉県                   |
| 4  | 1991 | 沖縄県                   | 61 - 44                  | 東京都                   | 神奈川県                 | 千葉県                   | 茨城県                   | 36 - 33                  | 千葉県                   | 三重県                   | 栃木県                   |
| 5  | 1992 | 神奈川県                 | 58 - 44                  | 広島県                   | 沖縄県                   | 栃木県                   | 愛知県                   | 58 - 55                  | 栃木県                   | 神奈川県                 | 熊本県                   |
| 6  | 1993 | 北海道                   | 51 - 48                  | 茨城県                   | 千葉県                   | 栃木県                   | 福岡県                   | 61 - 46                  | 埼玉県                   | 長崎県                   | 千葉県                   |
| 7  | 1994 | 奈良県                   | 72 - 29                  | 北海道                   | 神奈川県                 | 茨城県                   | 沖縄県                   | 45 - 44                  | 東京都                   | 栃木県                   | 神奈川県                 |
| 8  | 1995 | 東京都                   | 90 - 38                  | 茨城県                   | 埼玉県                   | 秋田県                   | 北海道                   | 57 - 37                  | 千葉県                   | 広島県                   | 神奈川県                 |
| 9  | 1996 | 神奈川県                 | 58 - 55                  | 南北海道                 | 沖縄県                   | 栃木県                   | 神奈川県                 | 59 - 49                  | 愛知県                   | 大阪府                   | 秋田県                   |
| 10 | 1997 | 沖縄県                   | 48 - 47                  | 宮城県                   | 神奈川県                 | 山形県                   | 愛知県                   | 51 - 44                  | 東京都A                  | 熊本県                   | 神奈川県                 |
| 11 | 1998 | 福岡県                   | 69 - 44                  | 福島県                   | 埼玉県                   | 山口県                   | 福岡県                   | 38 - 36                  | 愛知県                   | 栃木県                   | 秋田県                   |
| 12 | 1999 | 長崎県                   | 66 - 45                  | 福岡県                   | 東京都B                  | 熊本県                   | 福岡県                   | 70 - 60                  | 大阪府                   | 東京都A                  | 大分県                   |
| 13 | 2000 | 福岡県                   | 50 - 28                  | 富山県                   | 栃木県                   | 長野県                   | 静岡県                   | 46 - 42                  | 千葉県                   | 山口県                   | 長崎県                   |
| 14 | 2001 | 福岡県                   | 77 - 46                  | 石川県                   | 埼玉県                   | 宮城県                   | 東京都A                  | 58 - 46                  | 茨城県                   | 熊本県                   | 新潟県                   |
| 15 | 2002 | 長野県                   | 46 - 44                  | 東京都A                  | 石川県                   | 新潟県                   | 熊本県                   | 53 - 52 (OT)             | 埼玉県                   | 沖縄県                   | 福岡県                   |
| 16 | 2003 | 大阪府                   | 63 - 57                  | 青森県                   | 東京都A                  | 広島県                   | 長崎県                   | 51 - 48                  | 愛知県                   | 東京都A                  | 埼玉県                   |
| 17 | 2004 | 青森県                   | 44 - 42                  | 新潟県                   | 岡山県                   | 広島県                   | 東京都A                  | 74 - 54                  | 大阪府                   | 沖縄県                   | 埼玉県                   |
| 18 | 2005 | 福岡県                   | 63 - 45                  | 千葉県                   | 島根県                   | 埼玉県                   | 東京都A                  | 66 - 41                  | 大阪府                   | 愛知県                   | 静岡県                   |
| 19 | 2006 | 福岡県                   | 63 - 56                  | 鹿児島県                 | 埼玉県                   | 青森県                   | 埼玉県                   | 65 - 57                  | 福岡県                   | 沖縄県                   | 東京都A                  |
| 20 | 2007 | 北海道                   | 82 - 80                  | 東京都A                  | 埼玉県                   | 大阪府                   | 福岡県                   | 59 - 48                  | 静岡県                   | 東京都A                  | 福島県                   |
| 21 | 2008 | 北海道                   | 69 - 59                  | 千葉県                   | 東京都B                  | 沖縄県                   | 千葉県                   | 71 - 44                  | 東京都B                  | 山形県                   | 茨城県                   |
| 22 | 2009 | 東京都B                  | 74 - 69                  | 福岡県                   | 北海道                   | 静岡県                   | 福岡県                   | 75 - 38                  | 東京都A                  | 埼玉県                   | 千葉県                   |
| 23 | 2010 | 福岡県                   | 84 - 82                  | 東京都A                  | 埼玉県                   | 北海道                   | 福岡県                   | 70 - 49                  | 愛知県                   | 東京都A                  | 静岡県                   |
| 24 | 2011 | (東日本大震災のため中止) | (東日本大震災のため中止) | (東日本大震災のため中止) | (東日本大震災のため中止) | (東日本大震災のため中止) | (東日本大震災のため中止) | (東日本大震災のため中止) | (東日本大震災のため中止) | (東日本大震災のため中止) | (東日本大震災のため中止) |
| 25 | 2012 | 福岡県                   | 86 - 69                  | 東京都A                  | 茨城県                   | 愛媛県                   | 茨城県                   | 68 - 64                  | 千葉県                   | 静岡県                   | 愛知県                   |
| 26 | 2013 | 神奈川県                 | 72 - 50                  | 沖縄県                   | 静岡県                   | 福岡県                   | 愛知県                   | 57 - 40                  | 千葉県                   | 北海道                   | 東京都A                  |
| 27 | 2014 | 大阪府                   | 54 - 49                  | 石川県                   | 福岡県                   | 山口県                   | 福岡県                   | 65 - 48                  | 北海道                   | 兵庫県                   | 広島県                   |
| 28 | 2015 | 岡山県                   | 64 - 39                  | 埼玉県                   | 愛知県                   | 大阪府                   | 神奈川県                 | 69 - 43                  | 埼玉県                   | 東京都A                  | 宮城県                   |
| 29 | 2016 | 新潟県                   | 64 - 44                  | 福岡県                   | 愛知県                   | 東京都B                  | 埼玉県                   | 63 - 57                  | 長崎県                   | 東京都A                  | 大阪府                   |
| 30 | 2017 | 神奈川県                 | 59 - 57                  | 長崎県                   | 東京都A                  | 新潟県                   | 大阪府                   | 63 - 52                  | 長崎県                   | 栃木県                   | 愛知県                   |
| 31 | 2018 | 岡山県                   | 71 - 69 (OT)             | 東京都A                  | 徳島県                   | 山形県                   | 千葉県                   | 67 - 64 (OT)             | 大阪府                   | 愛知県                   | 秋田県                   |
| 32 | 2019 | 京都府                   | 65 - 55                  | 東京都A                  | 岡山県                   | 愛媛県                   | 大阪府                   | 53 - 44                  | 東京都A                  | 京都府                   | 愛知県                   |

## 主な出場選手

### 男子
- 朝山正悟
- 板倉令奈
- 内海慎吾
- 岡田優介
- 柏木真介
- 金丸晃輔
- 川村卓也
- 斉藤勝一
- 澤口誠
- 志村雄彦
- 城宝匡史
- 澤岻直人
- 田臥勇太
- 仲村直人
- 二ノ宮康平
- 満原優樹
- 湊谷安玲久司朱

### 女子
- 安谷屋陽子
- 大神雄子
- 大山妙子
- 篠原恵
- 鈴木成津子
- 渡嘉敷来夢
- 中川聴乃
- 中山明日実
- 畑恵里子
- 服部直子
- 松島有梨江
- 間宮佑圭
- 三木聖美
- 藤吉佐緒里
- 山田久美子
- 山本千夏
- 吉田亜沙美
- 栗原三佳